# JR Shikoku

Logo de la compañía

La Shikoku Railway Company (四国旅客鉄道株式会社 Shikoku Ryokaku Tetsudō Kabushiki-gaisha?) es una empresa ferroviaria de Japón, que forma parte del grupo Japan Railways. Generalmente es más conocida como JR Shikoku (JR四国 Jei-āru Shikoku?). El ferrocarril opera en la isla de Shikoku, y su principal tramo es la Línea Yosan. 
La sede de la compañía se encuentra en la ciudad de Takamatsu, en la prefectura de Kagawa.

## Historia

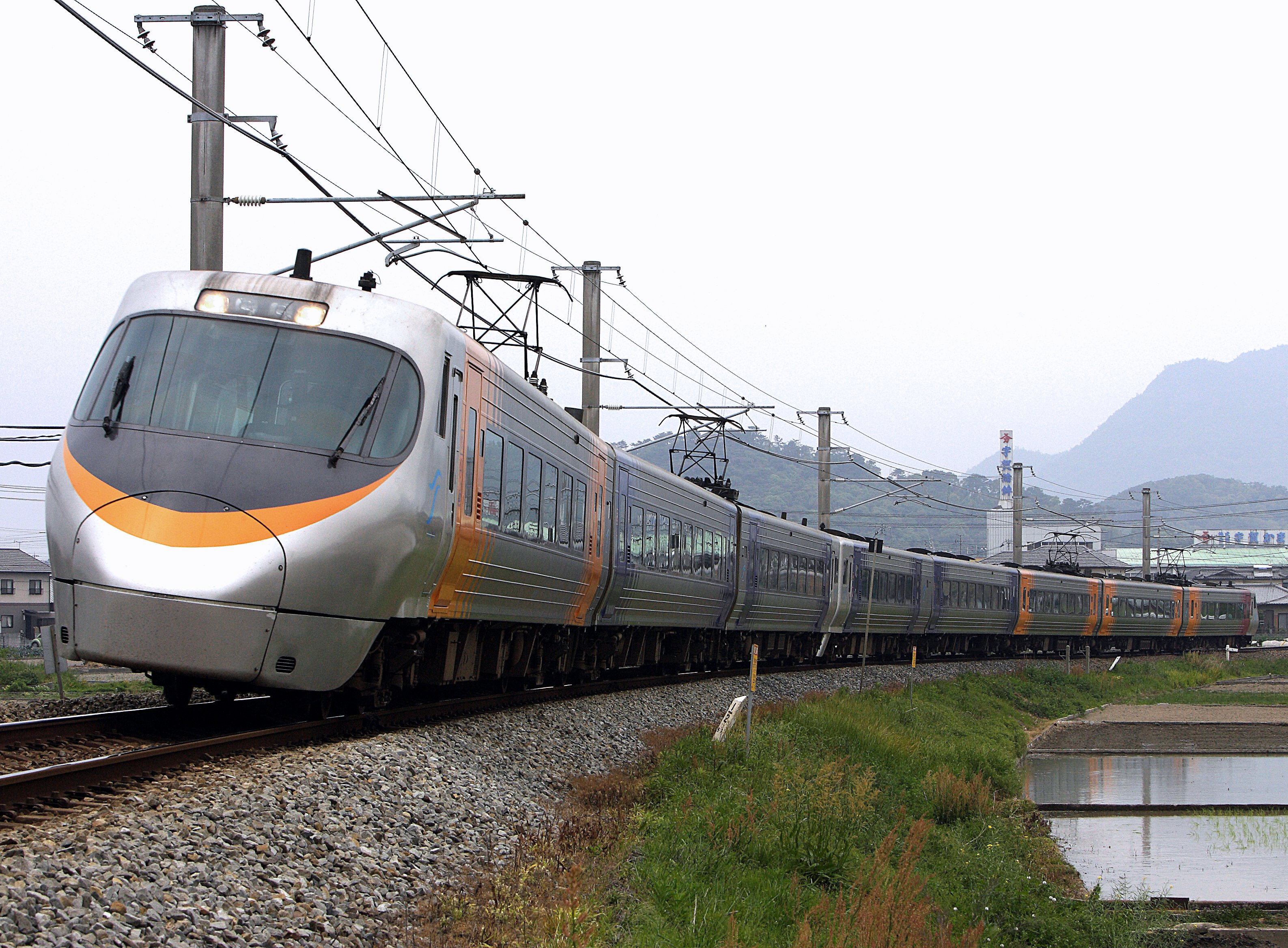
Tren expreso "Shiokaze".

La compañía opera en todo el territorio de Shikoku desde 1987, cuando el gobierno japonés privatizó los Ferrocarriles Nacionales Japoneses (JNR) y estos fueron sustituidos por el grupo Japan Railways. Ya en 1986 se había inaugurado la Línea Uchiko, en la prefectura de Ehime, la cual sustituyó al circuito costero por ser una línea más lenta, además de que estaba muy expuesto a los tifones. La Línea Uchiko termina en la Ciudad de Uwajima. 
En la actualidad, la compañía conecta por ferrocarril a las ciudades de Uwajima, Yawatahama, Takamatsu y Matsuyama.